# Terme di Vals
Le Terme di Vals sono un complesso alberghiero termale situato a Vals, sulle sorgenti termali del cantone dei Grigioni in Svizzera. Completato nel 1996, la struttura è stata progettata da Peter Zumthor.